# わしたショップ

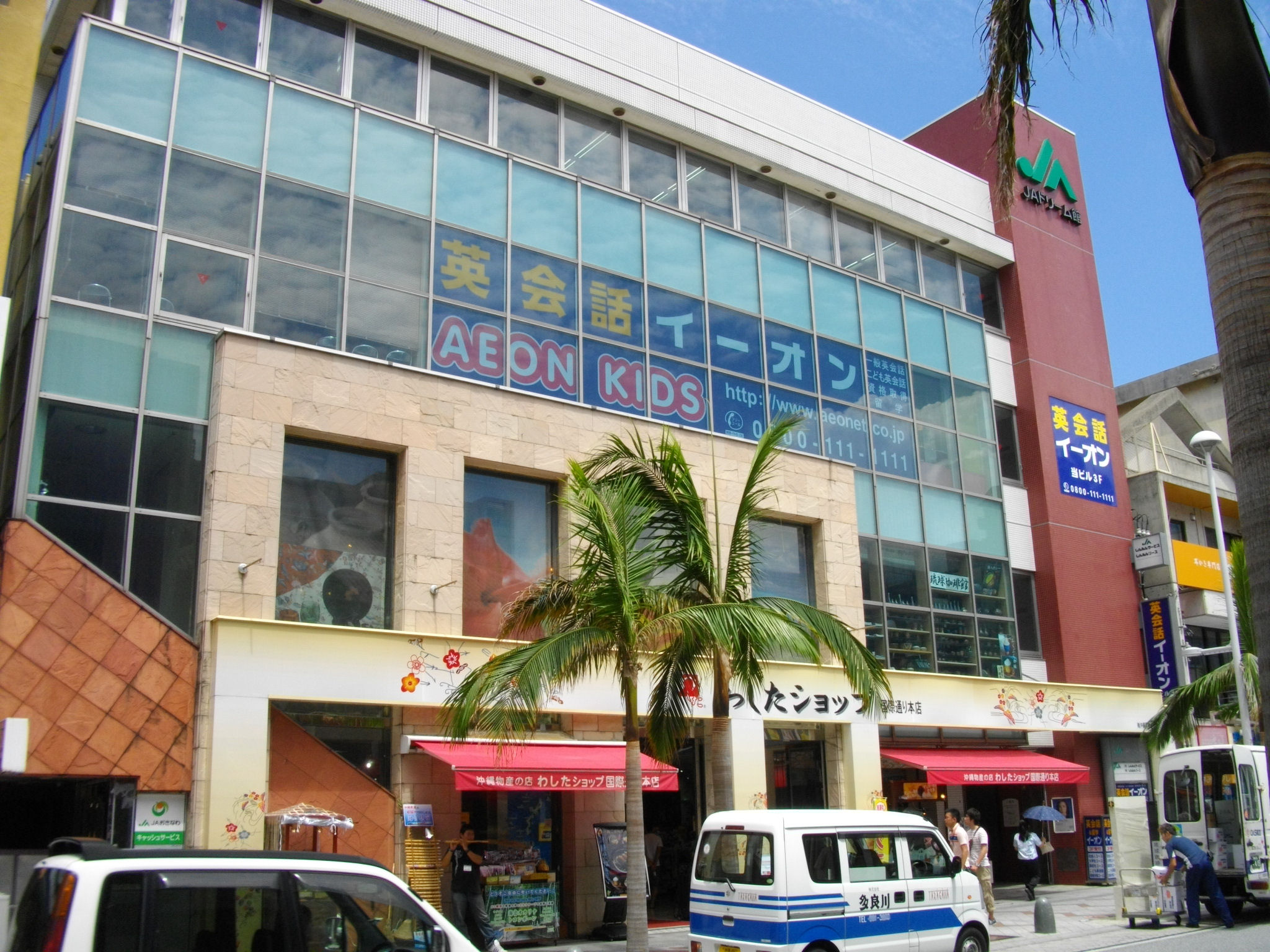
わしたショップ国際通り店

わしたショップは、沖縄県物産公社が全国で運営する沖縄物産店の愛称。「わした」とは沖縄方言で「私達」を意味する。店内には食料品のみならず、沖縄に関する書籍・CD、沖縄生まれの製品など豊富な品々が並ぶ。

## 歴史
運営会社の沖縄県物産公社は官民共同出資で1993年に設立。同年、わしたショップ国際通り店の前身「県産品展示センター」を那覇市松尾に開業した。
初年度の総取扱高は10億円だったが、健康食品を中心に沖縄県産品が注目を集めるようになると、2004年度には約86億円までに伸長した。
しかし、2011年の東日本大震災後、百貨店での「沖縄フェア」などのイベント自粛のため売り上げは低迷。2016年度から第1期経営改善計画を開始して、総取扱高も再び上昇傾向となっていたが、2020年度にはコロナ禍の影響で総取扱高は約37億円まで減少した。
2021年度、第2期経営改善計画が開始され、総取扱高は41億円となった。

## 店舗一覧
直営店
- 北海道
  - 札幌わしたショップ
- 東京
  - 銀座わしたショップ本店
  - わしたショップオンライン（通信販売）
- 埼玉
  - わしたショップ イオンレイクタウンkaze
- 愛知
  - 名古屋わしたショップ
- 大阪
  - わしたショップ リンクスウメダ店
- 沖縄
  - わしたショップ国際通り店
  - 那覇空港わしたショップ

特約店
- 静岡
  - わした静岡店
- 大阪
  - わした大阪天神橋筋店
- 兵庫
  - わした神戸三宮店